# Davide Itter
Davide-Jerome Itter (* 5. Januar 1999 in Gießen) ist ein deutscher Fußballspieler.

## Karriere

### Verein
In seiner Jugend spielte Itter für den FC Cleeberg und Eintracht Frankfurt und landete schließlich im Januar 2015 in der Jugendabteilung des VfL Wolfsburg. Mit den B- (2015/16) sowie den A-Junioren (2016/17) des VfL wurde er jeweils einmal Staffelsieger Nord/Nordost im Juniorenbereich. Im Sommer 2018 wurde er Teil des Kaders der 2. Mannschaft der „Wölfe“ in der Regionalliga Nord.
Gleich in seiner ersten Regionalligasaison 2018/19 wurde er mit der Zweitvertretung Meister, scheiterte jedoch mit dem VfL in der Aufstiegsrunde zur 3. Fußball-Liga am FC Bayern München II. In der darauffolgenden Spielzeit 2019/20 belegte er mit den Wölfen am Saisonende den zweiten Platz in der Regionalliga Nord, fiel aber im Saisonverlauf mehr als zwei Monate wegen eines Außenbandrisses aus.
Nach einer weiteren Saison bei der 2. Mannschaft des VfL wechselte er im Sommer 2021 zum VfL Osnabrück. Sein Debüt in der 3. Liga gab er schließlich am 31. Juli 2021 beim 2:1-Auswärtserfolg über den 1. FC Saarbrücken. Hier kam Itter in der 12. Spielminute aufgrund eines taktischen Wechsels für Sebastian Klaas aufs Feld.
Itter hat in der Spielzeit 2023/24 für den Wuppertaler SV in der Regionalliga West gespielt. In der Spielzeit 2024/25 schließt er sich dem FC Gießen in der Regionalliga Südwest an.

### Nationalmannschaft
Zwischen 2014 und 2019 lief Itter für die Juniorenteams des DFB auf. In dieser Zeit nahm er unter anderem mit der U17 an der Europameisterschaft 2016 in Aserbaidschan teil. Hier konnte er mit der U17-Auswahl bis ins Halbfinale einziehen, das Team scheiterte hier jedoch denkbar knapp mit 1:2 an der U17 von Spanien.

## Erfolge
- Staffelsieger Nord/Nordost: B-Junioren-Bundesliga 2015/16
- Staffelsieger Nord/Nordost: A-Junioren-Bundesliga 2016/17
- Meister in der Regionalliga Nord: Fußball-Regionalliga Nord 2018/19
- Aufstieg in die 2. Bundesliga: VfL Osnabrück Saison 2022/23

## Sonstiges
Sein Zwillingsbruder Luca Itter ist ebenfalls Fußballspieler und ist derzeit vom SC Freiburg an die SpVgg Greuther Fürth ausgeliehen.